# Bruant proyer
Emberiza calandra
Espèce
Statut de conservation UICN

 LC  : Préoccupation mineure

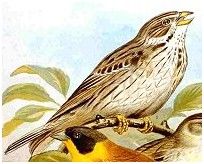
Bruant proyer.

Le Bruant proyer (Emberiza calandra), également appelé Proyer d'Europe, est une espèce d'oiseaux de la famille des Emberizidae. C'est l'une des nombreuses espèces d'oiseaux autrefois communs en milieu rural dont les populations sont en forte régression, notamment en raison de l'intensification des pratiques agricoles,. Cet animal est typique des paysages semi-ouverts abritant une « mosaïque d'habitats »,. Il a longtemps trouvé des habitats de substitution dans les zones agricoles bocagères extensive. Il consomme des insectes et invertébrés quand il est jeune et des graines et fruits quand il est adulte, ce qui en fait potentiellement un bioindicateur intéressant de la qualité des paysages, et notamment de la qualité du patrimoine bocager.

## Historique et dénomination
L'espèce Emberiza calandra a été décrite par le naturaliste suédois Carl von Linné en 1758.
Initialement classé dans le genre Emberiza, puis transféré dans un genre distinct Miliaria Brehm, 1831 à cause de sa taille plus grande que les autres bruants, et à un dimorphisme sexuel peu important du point de vue du plumage. Cependant, les analyses de squelettes, puis les analyses d'ADN mitochondrial, ont montré le manque de justifications pour une classification dans un genre différent.

### Synonymie
- Miliaria calandra Linné
- Emberiza miliaria Linné
- Fringilla projer Müller
- Miliaria europaea Swainson

## Taxinomie
D'après la classification de référence (version 5.2, 2015) du Congrès ornithologique international, cette espèce est constituée des deux sous-espèces suivantes :
- E. c. calandra Linnaeus, 1758, est la sous-espèce type ;
- E. c. burturlini Johansen, 1907.

## Description
Il mesure entre 17 et 18 cm de longueur pour une envergure allant de 26 à 32 cm. L'espèce ne présente pas de dimorphisme sexuel si ce n'est une légère différence de corpulence : 89 à 107 mm de longueur d'aile pliée et 55 à 64 g pour le mâle au lieu de 91 à 96 mm et 38 à 52 g pour la femelle. Le bec est court et conique, adapté aux graines qu'il consomme.
Le dessus du plumage est brun grisâtre ou roussâtre rayé de brun noir. Le dessous est blanc tacheté de brun noir sur les côtés de la gorge et à la poitrine tandis que les flancs sont rayés de noir.

## Écologie et comportement

### Régime alimentaire
Le Bruant proyer picore à terre les graines des herbacées (dont céréales) qui constitueraient 75 % de l'alimentation des adultes. Il coupe aussi de petites feuilles et des bourgeons et ils cueille aussi des baies quand elles sont mûres.
Essentiellement pour nourrir ses jeunes, il capture des insectes adultes et larves (coléoptères, chenilles, sauterelle, etc.), des araignées, des mollusques et des vers de terre.

### Reproduction

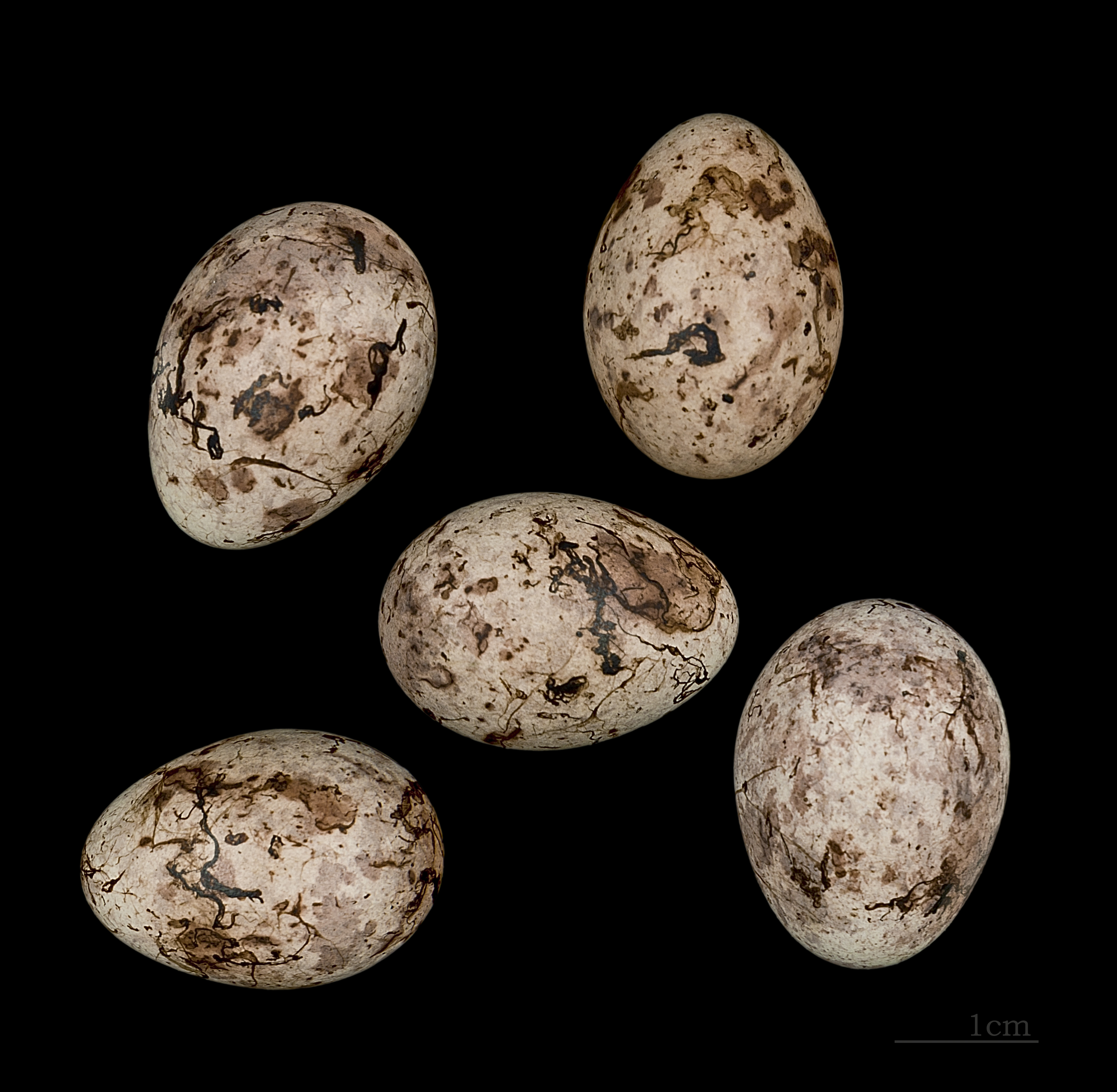
Œufs de Bruant proyer Muséum de Toulouse

Entre fin février et mars, le mâle s'installe sur son territoire et chante. 
Discrètes, les femelles demeurent en bandes jusque fin avril. Le mâle est quelquefois polygame.
Le nid est construit au sol, avec des racines, des herbes sèches. Le fond est tapi de poils ou de foin.
En mai-juin, la femelle pond 3 ou 5 œufs, rarement 6, blancs tachetés et marbrés de noir, dont la taille a pour valeurs extrêmes : 19,0-28,6 mm × 16,0-19,5 mm. Elle les couve seule durant 12 à 14 jours, puis nourrit les petits, aidée à partir du quatrième jour par le mâle. Alors qu'ils ne savent pas encore voler, les petits quittent le nid sans trop s'éloigner à l'âge de 9 ou 12 jours.
Une fois l'élevage des jeunes terminé, le couple peut avoir une seconde nichée.

### Comportement
Territorial en période de reproduction, le Bruant proyer constitue le plus souvent de petits groupes en période internuptiale. Les dortoirs sont fréquemment situés à proximité de l'eau, dans les champs de plantes sarclées et les prairies. Ils peuvent réunir entre 500 et 700 oiseaux en automne. Cette espèce boit et se baigne volontiers.

### Voix, chants
Ses appels sont des ticks, doublés lorsqu'il vole. Le chant est court, ressemblant à un zick zick zick zick zick chnirrps (Écouter). Il comprend des séquences différentes (dont la signification était mal comprises dans les années 1980)  ; a fait l'objet de quelques études poussées notamment par Peter McGregor, et cette espèce fait partie de celles chez lesquelles les ornithologues ont identifié des dialectes. 
Une étude de 3 ans a conclu que pour la période de l'étude les frontières géographiques des zones proches à chaque dialecte étaient restées stables, ce qui laisse penser que les groupes de bruant ont une certaine fidélité temporelle à leur territoire.
Il répond différemment à des chants d'autres oiseaux de la même espèces, selon que leur « dialecte » est plus ou moins éloigné du sien.  Ses réponses comportementales sont toujours plus intenses face à un chant local qu'à un chant en dialecte étranger (80 % des oiseaux testés réagissent faiblement ou pas du tout au chant du dialecte étranger, particularité. Selon M. Pellerin  (1983) « Les réponses comportementales aux chants d'un voisin et d'un individu non-voisin de la même localité, sont agressives et de même intensité. Ceci signifie que le chant d'un voisin émis à une place inhabituelle, est perçu par l'oiseau comme une menace pour son territoire ».

## Répartition et habitat

### Distribution géographique

Aire de répartition

Il vit en principalement dans le Paléarctique occidental, de l'Europe, notamment au Danemark, aux Pays-Bas, en Slovaquie, en Roumanie, dans les Apennins et les îles de la Méditerranée, à la Chine en passant par le Moyen-Orient et l'Asie mineure. On le trouve également en Afrique du Nord.
Les populations les plus au nord de la répartition migrent en grands groupes vers le sud de l'Europe ou de l'Asie.

### Habitat
À la différence d'une espèce sympatrique (qui vit dans les mêmes régions aux mêmes moments) comme l'Alouette calandre (Melanocorypha calandra) (qui se satisfait de grandes parcelles homogènes), le Bruant proyer a besoin de mosaïques complexes de terrains semi ouverts, comprenant des zones enherbées, des zones humides, de petites parcelles de champs de céréales, prairies ou les pâtures de basse altitude entourés de longues haies et de milieux diversifiés (talus, fossés, ruisseaux, bosquets, etc.). Selon une étude publiée en 2009, cette espèce peut être considérée comme bioindicatrice de la qualité des milieux qui conviennent aussi aux autres bruants. Pour cette raison il a été choisi pour tester des systèmes de modélisations et d'évaluation environnementale des structures écopaysagères nécessaires aux besoins des oiseaux.

## Menaces et conservation

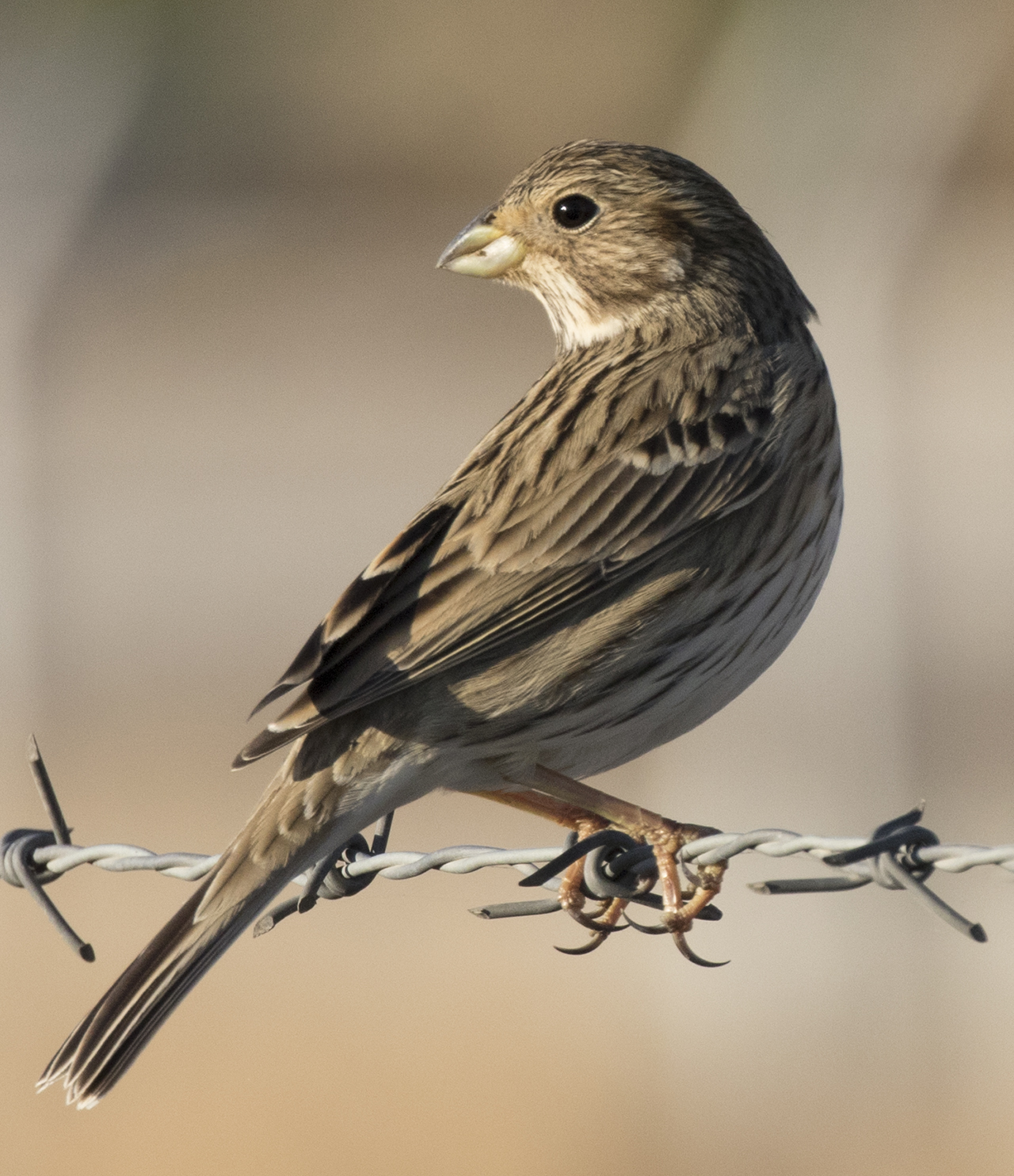
Un bruant proyer en Anatolie.

Cette espèce est en forte régression dans une partie importante de son aire de répartition, mais encore classée par l'UICN en LC (Préoccupation mineure).
Les paysages sans forêt recherchés par le proyer sont de plus en plus « anthropisés ». Depuis cinquante ans environ, les prairies ont été de plus en plus drainés, retournées, engraissées, artificiellement ré-ensemencées avec des graminées moins diversifiées et « à haut rendement », voire traitées avec des produits chimiques pour y tuer les taupes ou des espèces jugées indésirables et encourager une pousse encore plus rapide de l'herbe. Le fauchage y est de plus en plus mécanisé, précoce et fréquent, au détriment d'animaux tels que le Bruant proyer. 
De plus dans ces paysages la plupart des herbacées sauvages des délaissés agricoles et urbains ou périurbains font aussi l'objet de fauches plus ou moins précoces (pour éviter les chardons par exemple) y compris le long des routes, chemins, fossés, lisières, talus, etc. qui sont prospectés par les bruants et d'autres espèces. Par ailleurs, les herbivores et la volaille sont de plus en plus élevés hors-sol et nourris avec du maïs et des aliments importés, ce qui contribue au recul global des herbages (prés et prairies) alors que le développement du réseau d'eau potable a aussi encouragé le comblement des mares prairiales et des abreuvoirs traditionnels. De plus le système des jachères a récemment été quasi-abandonné en Europe.
Une ressource en graines abondante, diversifiée présente tout au long de l'année essentiellement constituée de graines bien mûres (de même pour les petits fruits) est vitale pour ce bruant (et d'autres). Sans surprise, les scientifiques constatent que la manière dont les céréales, les foins et les herbacées sauvages sont cultivés, récoltés et/ou gérée influent très fortement sur les dynamiques de population et sur la survie de cette espèce. 

Le bruant est très attentif à la maturité des graines qu'il recherche et qui constituent plus de 70 % de sa nourriture. Il recherche des graines parfaitement mûres. Or, depuis l'apparition de la moissonneuse batteuse, les récoltes de céréales ou de foin sont de plus en plus mécanisées et souvent faites avant la pleine maturité des graines. Et par ailleurs des fauches trop systématiques et répétées des autres milieux ouverts conduisent à le priver des graines mûres et petits fruits qu'il recherche ou à le forcer à se tourner vers des aliments qui lui conviennent moins. Les suivis faits au Royaume-Uni montrent que le bruant proyer a régressé le plus et le plus vite là où les méthodes traditionnelles de récoltes des foins ont cédé la place à l'ensilage et à l'intensification agricole. Concernant l'alimentation des jeunes, comme pour les perdrix et d'autres espèces, le recul général des populations d'insectes diminue également aux chances de survie des jeunes. Certains auteurs estiment que l'usage croissant des pesticides (insecticides notamment) en milieu agricole a aussi contribué au déclin de l'espèce.
De nombreux nids et nichées sont détruits par les fauches ou moissons. Des tests ont montré que ce phénomène qui pourrait être réduit par des fauches retardées ou tardives, qui peuvent améliorer le succès de reproduction de 20 % environ.
Une étude anglaise basée sur sept ans de suivi de cet oiseau en Écosse a montré que les mesures agri-environnementales adéquates et sur une surface suffisante pouvaient permettre de stabiliser ou restaurer ses populations. Selon les auteurs, il faudrait qu'en Écosse 72 % environ de la population bruant proyer puisse bénéficier de telles mesures pour stopper le déclin actuel de la population écossaise de cette espèce et ces mesures bénéficieraient aussi à de nombreuses autres espèces, mais en 2009, seuls 24 % en bénéficiaient.
Les « bandes-tampons » et « bandes enherbées » (maintenant obligatoires le long d'une partie des cours d'eau en Europe) pourraient offrir des habitats de substitution intéressants, ainsi qu'à de nombreuses autres espèces , mais elles sont souvent (dont en France) fauchées précocement pour éviter la dispersion de semences  d'orties ou de chardons par exemple.
En Wallonie, l’espèce est classée en catégorie CR (en danger critique) dans la liste rouge des espèces menacées. L'association Natagora a mis sur pied un projet spécifiquement destiné à la protection du bruant proyer, considéré comme une espèce parapluie pour de nombreux autres oiseaux des plaines agricoles. Le projet PACO utilise une méthode standardisée de la surveillance des oiseaux nicheurs communs de Wallonie par relevés ponctuels (programme SOCWAL), ainsi qu'une méthode d'inventaires spécifiques au bruant proyer.

## Protection
Le Bruant proyer bénéficie d'une protection légale totale sur le territoire français depuis l'arrêté ministériel du 17 avril 1981 relatif aux oiseaux protégés sur l'ensemble du territoire. Il est donc interdit de le détruire, le mutiler, le capturer ou l'enlever, de le perturber intentionnellement ou de le naturaliser, ainsi que de détruire ou enlever les œufs et les nids, et de détruire, altérer ou dégrader son milieu. Qu'il soit vivant ou mort, il est aussi interdit de le transporter, colporter, de l'utiliser, de le détenir, de le vendre ou de l'acheter.